# Thabittal
Thabittal, även kallat Thâbit ibn Kurrah-tal eller 321-tal (talet 321 är dock inte ett Thabittal), är ett heltal av formen 3·2n−1 för ett icke-negativt tal n.
De första Thabittalen är:
2, 5, 11, 23, 47, 95, 191, 383, 767, 1535, 3071, 6143, 12287, 24575, 49151, 98303, 196607, 393215, 786431, 1572863, 3145727, 6291455, 12582911, 25165823, 50331647, 100663295, 201326591, 402653183, 805306367, 1610612735, … (talföljd A055010 i OEIS)

## Egenskaper
Den binära representationen av Thabittalen 3·2n−1 är n+2 siffror, som består av, som består av "10" följt av n 1:or.
De första Thabittalen som även är primtal, Thabitprimtal eller 321-primtal (talet 321 är dock inte ett primtal), är:
2, 5, 11, 23, 47, 191, 383, 6143, 786431, 51539607551, 824633720831, 26388279066623, 108086391056891903, 55340232221128654847, 226673591177742970257407, 59421121885698253195157962751, 30423614405477505635920876929023, … (talföljd A007505 i OEIS)
Sedan april 2008 är de kända värdena för n som ger Thabitprimtal:
0, 1, 2, 3, 4, 6, 7, 11, 18, 34, 38, 43, 55, 64, 76, 94, 103, 143, 206, 216, 306, 324, 391, 458, 470, 827, 1274, 3276, 4204, 5134, 7559, 12676, 14898, 18123, 18819, 25690, 26459, 41628, 51387, 71783, 80330, 85687, 88171, 97063, 123630, 155930, 164987, 234760, 414840, 584995, 702038, 727699, 992700, 1201046, 1232255, 2312734, 3136255, … (talföljd A002235 i OEIS)
Under år 2008 har PrimeGird tagit över sökandet efter Thabitprimtal. PrimeGird söker fortfarande och har redan hittat Thabitprimtal för följande n:
4235414, 6090515
Det är också primtal av formen 3·2n+1. Sådana primtal ges för följande n:
2291610, 5082306, 7033641